# Yuling-Mausoleum

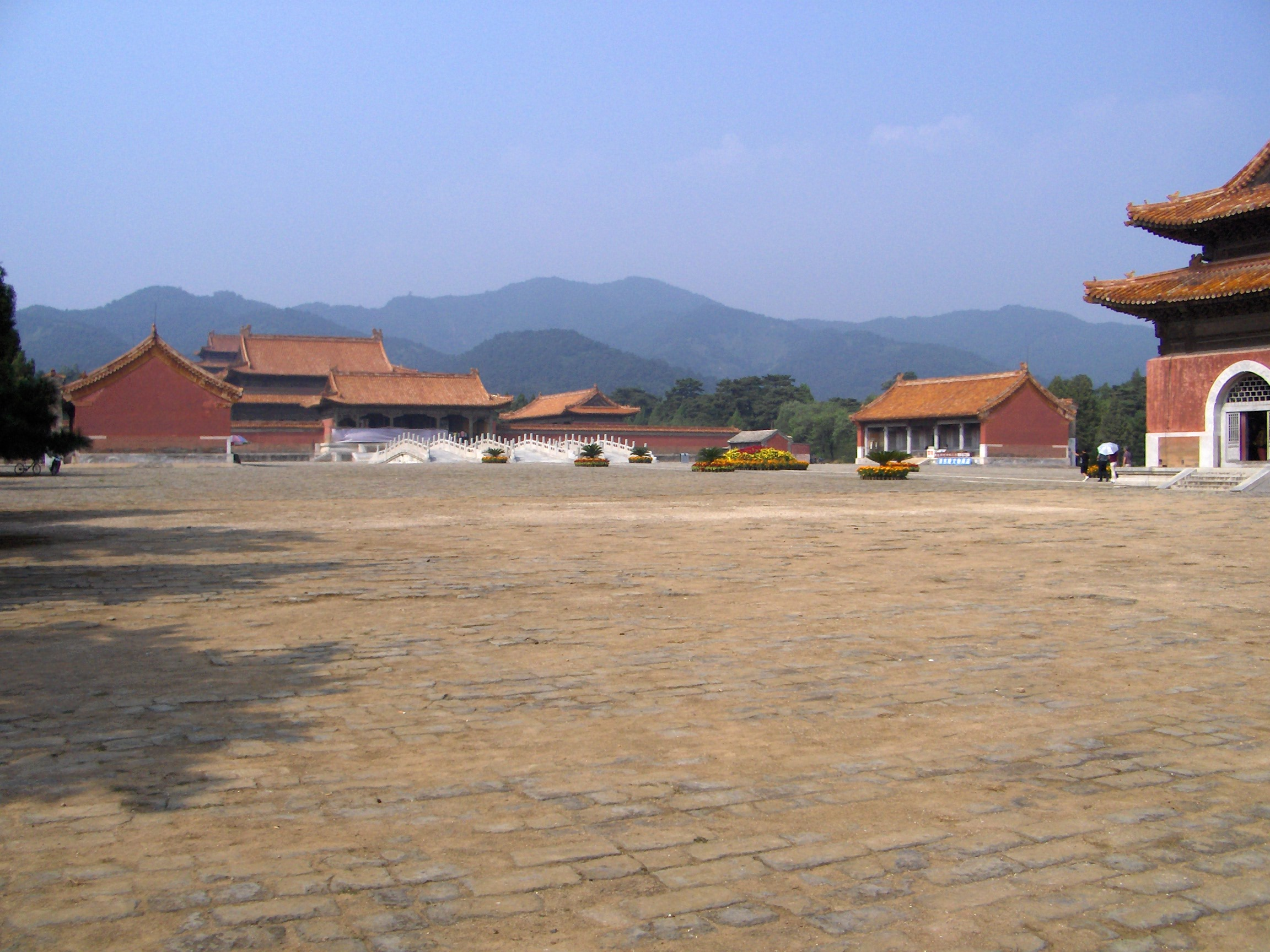
Frontalansicht des Yuling

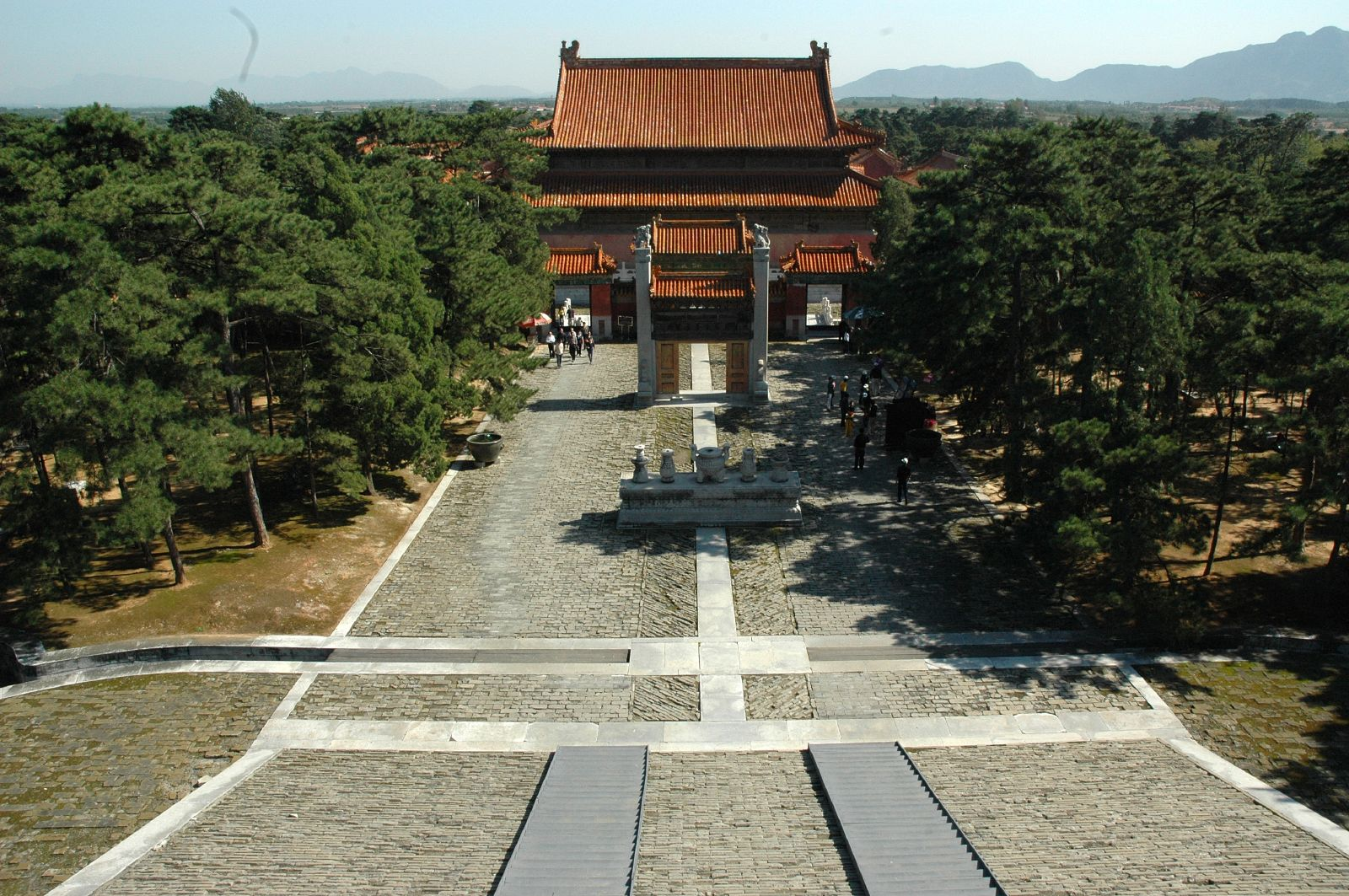
Blick vom Seelenturm zur Opferhalle

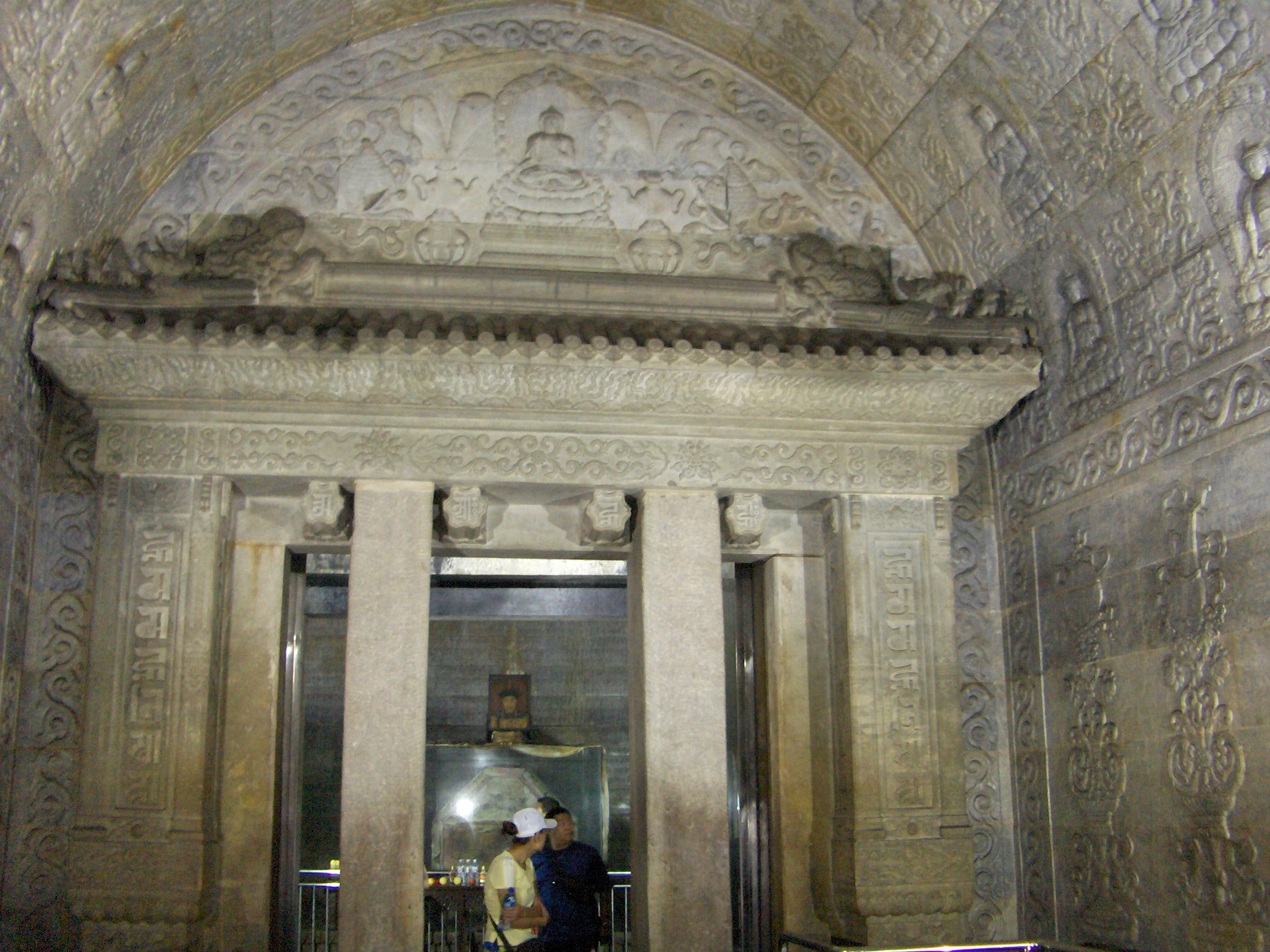
Blick in den unterirdischen Palast (die beiden Stützpfeiler im Türrahmen sind moderne Ergänzungen)

Das Yu Ling (chinesisch 裕陵, Pinyin yù líng, „Grabhügel des Überflusses“) ist ein chinesisches Mausoleum, erbaut für den chinesischen Kaiser Qianlong aus der Qing-Dynastie. Es liegt in den Östlichen Qing-Gräbern im Kreis Zunhua, 125 km östlich von Peking.
Das Yuling folgt in seinem Aufbau dem Vorbild der Kaisergräber aus der Ming-Dynastie, den sogenannten Ming-Gräbern. Zunächst trifft man auf ein Ehrentor aus Marmor. Als Nächstes folgt das Große Rote Tor, in dem eine Schildkrötenstele über die Verdienste des Kaisers Auskunft gibt. Sodann betritt man einen Seelenweg, der von Figuren von Beamten und Tieren gesäumt wird. Diese sollen die Demut gegenüber dem Kaiser symbolisieren. Durch das Drachenphönixtor und über die Siebenbogenbrücke aus weißem Marmor gelangt man bis zum Vorplatz des 50 ha großen Yuling-Grabbezirks. In seinem inneren befindet sich eine große Opferhallen mit dazugehörigen Seelenturm, dahinter der eigentliche Grabtumulus unter dem sich der unterirdische Palast für den toten Kaiser befindet. 
Der unterirdische Palast ist im traditionellen Stil vollständig aus Stein erbaut worden und ist über und über mit Ornamenten und tibetischen Schriftzeichen geschmückt. Der Palast ist 54 m lang und hat eine Gesamtfläche von 372 m². Die Grabkammer besteht aus drei Räumen, die mit steinernen Türen verschlossen wurden. Der gesamte unterirdische Palast ergibt in seiner Form das Schriftzeichen für Wang 王 (Herrscher).
Kaiser Qianlong kostete die Anlage eine ungeheure Summe von 1,8 Millionen Tael. Er schuf damit von 1743 bis 1752 eines der größten Kaisergräber in China, sogar das größte seiner ganzen Dynastie. Der Kaiser liegt hier zusammen begraben mit den Kaiserinnen Xiao Xian und Xiao Yi Chun, sowie den Nebenfrauen Chun Hui, Zhe Min und Shu. Sie alle wurden hier 1799 bei einer prunkvollen und aufwendigen Zeremonie unter Anwesenheit des Thronerben Jiaqing, des kaiserlichen Clans und der Minister mit kostbaren Beigaben zu Grabe getragen.
Im Jahr 1928 plünderten Truppen der Kuomintang das Grab. Unter dem Befehl des Brigadegenerals Han Dabao sprengten sie die Zugangsmauer zum unterirdischen Palast, stießen das mit Standbildern von Bodhisattwas versehene Tor auf, beseitigten das zweite, das dritte und das vierte Steintor und gelangten in die Hinterkammer des Grabes. Die reichen Schätze des Grabes nahmen sie an sich, selbst die Toten holten sie aus ihren Särgen und raubten sie gänzlich aus. Sogar die Totengewänder aus Seide und Goldstoff nahmen sie mit sich. Der Verlust an Schätzen, den diese Grabschändung verursachte, war unermesslich. Nach diesen Ausplünderungen ist von den Grabbeigaben so gut wie nichts übriggeblieben. Glücklicherweise blieb jedoch die Architektur der Anlage unbeschädigt. Heftige Proteste der chinesischen Bevölkerung und besonders des abgedankten Kaisers Puyi bei Chiang Kai-shek, zur Bestrafung der Verantwortlichen, wurden ignoriert.
Heute ist das Yuling neben den Gräbern des Ming-Kaisers Wanli und des Qing-Kaisers Guangxu, das einzige Kaisergrab, das je geöffnet wurde und so der Öffentlichkeit frei zugänglich ist.